# Artur Pikk
Artur Pikk (Tartu, 5 maart 1993) is een Estisch voetballer die uitkomt voor FC Levadia Tallinn. Hij speelt als verdediger.

## Interlandcarrière
Onder leiding van de Zweedse bondscoach Magnus Pehrsson maakte Pikk zijn interlanddebuut voor Estland op 7 juni 2014 in de vriendschappelijke wedstrijd tegen Tadzjikistan (2-1). Hij viel in de blessuretijd in voor Ken Kallaste.

## Erelijst
FC Levadia Tallinn
- Estisch landskampioen

2013, 2014
- Beker van Estland

2012, 2014